# Стоян Добрев
Стоян Добрев е български революционер, войвода на Вътрешната македоно-одринска революционна организация.

## Биография
Стоян Добрев е роден в 1876 година в малкотърновското село Мокрешево, тогава в Османската империя. Влиза във ВМОРО в 1900 година и оглавява Мокрешевския революционен комитет и смъртната дружина. През Илинденско-Преображенското въстание през лятото на 1903 година участва в нападението на турския гарнизон в село Паспалово.
При избухването на Балканската война в 1912 година е доброволец в Македоно-одринското опълчение и служи в Огнестрелния парк на МОО.